# Iður til Fóta
Iður til Fóta fue un sencillo del grupo islandés Þeyr en 1981. Se trata un disco de vinilo de 10” (45 rpm) lanzado a través de la discográfica Eskvímó.

No hubo un relanzamiento de este disco debido a que las grabaciones originales se creen perdidas o robadas, pero sí aparece en un compilado lanzado en 2001 llamado Mjötviður til Fóta, nombre que combina el título de otro álbum incluido: Mjötviður Mær, también de 1981.

Este sencillo apareció en formato casete bajo el nombre de Iður til Fóta & Brennunjalssaga que contenía además la canción “Brennu-Njalssaga”, banda sonora de la película de Friðrik Þór Friðriksson sobre la Saga de Njáls.

## Lista de canciones del vinilo de 7”
1. Bás 12” (3:48)
2. Maggasýn” (3:16)
3. Teðrukkinn” (3:27)
4. Ariareggae” (???)

## Lista de canciones de la versión MC
Lado 1
1. Bás 12 (3:49)
2. Maggasýn (3:16)
3. Teðrukkinn (3:27)
4. Ariareggae (???)

Lado 2
1. Brennu-Njálssaga (???)

## Músicos
- Vocalista: Magnús Guðmundsson.
- Guitarra: Guðlaugur Kristinn Óttarsson.
- Guitarra: Þorsteinn Magnússon.
- Bajo: Hilmar Örn Agnarsson.
- Batería: Sigtryggur Baldursson.